# Meetingpartij
De Meetingpartij was een politieke partij die zich tegen de Belgische regering keerde en die in de stad Antwerpen een meerderheid had tussen 1862 en 1872.
Achtergrond van het succes was de Antwerpse onvrede met de Belgische onafhankelijkheid, die zeer nadelig was voor de Antwerpse haven. De ergernis van de opkomende Vlaamse Beweging tegen het Franstalige bewind speelde zeker ook een rol.
Concrete aanleiding voor het ontstaan van de partij waren de plannen om vanaf 1859 de hele landsverdediging te concentreren rond Antwerpen. In die tijd werden zowel Frankrijk als Duitsland potentieel gevaarlijk geacht. De stad en de haven moesten één grote versterkte vesting worden, de zgn. Stelling van Antwerpen, die bestond uit 8 vooruitgeschoven forten, de Brialmontforten, de Brialmontomwalling en een nieuwe citadel, het Noordkasteel. Overal werden protestmeetings gehouden. Antwerpen dreigde ermee zich van België af te scheuren. Na een aanmaning van de koning namen het stadsbestuur en het provinciebestuur ontslag. De daaropvolgende verkiezingen waren een succes voor de nieuwe Meetingpartij, die ontstaan was uit de protestmeetings. De partij was antimilitaristisch en antikoningsgezind. De partij ijverde ook voor het algemeen stemrecht.
Jan De Laet was in 1863 de allereerste volksvertegenwoordiger die gebruik maakte van de grondwettelijke taalvrijheid en zijn eed in het Nederlands aflegde. Later, in 1898, slaagden Juliaan De Vriendt en Edward Coremans er in een wetsvoorstel tot gelijkberechtiging van het Frans en het Nederlands in de Kamer te laten goedkeuren.
De militaire versterkingen kwamen er toch. In 1872, toen België buiten de Frans-Duitse oorlog van 1870-1871 gebleven was, won de Liberale Partij opnieuw de verkiezingen. De Meetingpartij ging geleidelijk op in de Katholieke Partij, waarvan het nog een tijdlang de Antwerpse vleugel was.